# Hermann von Helmholtz
Pour les articles homonymes, voir Helmholtz.
Hermann von Helmholtz est un scientifique (physiologiste et physicien) prussien, né le 31 août 1821 à Potsdam et mort le 8 septembre 1894 à Berlin-Charlottenburg. Il a notamment apporté d'importantes contributions à la dynamique des fluides, l'étude de la perception des sons et des couleurs ainsi qu'à la thermodynamique.

## Biographie
Hermann Helmholtz était le fils aîné d'un professeur de lycée de Potsdam (de). La condition de ses parents ne lui permettant pas de poursuivre des études de physique, il s'inscrivit à l’École de médecine militaire Frédéric-Guillaume sous la direction de Johannes Müller, où, après un concours, il pourrait devenir fonctionnaire : c'est ainsi qu'il fut médecin militaire de 1843 à 1848, affecté à la garnison de Potsdam.
Il devint membre de la Deutsche Physikalische Gesellschaft de Berlin qui venait de se créer, et y fut d'abord actif comme rapporteur des publications savantes, où se trouvaient beaucoup d'articles mathématiques. Au cours de ces lectures, il développa un intérêt particulier pour la question de l'existence d'une « force vitale » (Lebenskraft, cf. infra).
En 1848, Helmholtz se vit confier la chaire d'anatomie de l’Académie des Beaux-Arts de Berlin et, l'année suivante, la chaire de Physiologie de l'université de Königsberg, où il se maria aussitôt. C'est là qu'il inventa l'ophtalmoscope, instrument qui permet l'examen de la rétine in vivo. Il fut ensuite nommé professeur d'anatomie et de physiologie à Bonn (1855), puis professeur de physiologie à Heidelberg (1858) où, devenu veuf, il se remaria. En 1871, il obtient la chaire de Physique de l'université de Berlin et en 1888, la présidence du premier bureau allemand des Poids et Mesures, la Physikalisch-Technische Reichsanstalt, poste qu'il conservera jusqu'à sa mort.
« Son enseignement l'ennuyait autant que nous », écrira un ancien élève, le physicien Max Planck, qui devint son collègue, en prenant la chaire de physique théorique à Berlin : plus que le professeur, il appréciait la personne et le savant.
Helmholtz a vécu à une époque propice à développer l’expérimentation grâce à un arsenal d’instruments de plus en plus spécifiques et précis, qui prolongent, démultiplient, amplifient, accélèrent le regard des scientifiques sur la nature des phénomènes (et dans ce  cas précis, des phénomènes sonores) pour mettre en évidence les explications de certaines observations : la technique a permis de transcrire sous une forme objective des phénomènes inexpliqués ; ainsi, l’acoustique progresse considérablement et Helmholtz fonde l'optique physiologique et la psychophysique.

## Recherches

### Physique et chimie
La question de l'existence d'une « force vitale » (Lebenskraft), qui alimentait alors abondamment les débats entre physiologistes et chimistes, a inspiré son premier essai publié : « Sur la conservation de la Force » (Über die Erhaltung der Kraft, 1847), où il généralise à toute la physique la loi de conservation de l'énergie, déjà formulée par Robert-Mayer et Joule, tout en lui donnant une forme mathématique plus aboutie : il définit ainsi l'énergie potentielle. Il y montre en outre que la loi de Lenz-Faraday est une forme du principe de conservation de l'énergie, dans la mesure où, pour un circuit mobile, le flux magnétique, qui a la forme d'un travail mécanique, est proportionnel à la force électromotrice : ainsi, de même que Joule avait établi la conversion du travail mécanique en chaleur, l'énergie électrique dans un circuit induit est égale au travail nécessaire pour déplacer le circuit dans un champ magnétique. Helmholtz démontre également que l'on peut déduire le principe de conservation de l'énergie, de l'interaction entre particules attractives et répulsives, avec une loi de force qui ne dépend que de la distance mutuelle des particules ; mais la justification mathématique et micromécanique de ce principe a perdu beaucoup de l'importance qu'elle avait en ce milieu du XIXe siècle, lorsqu'il est devenu évident (du vivant même de Helmholtz, d'ailleurs) qu'il y a dans la nature, comme Faraday l'avait pressenti, bien d'autres forces que les forces centrales.
Le talent scientifique de Helmholtz tenait à sa familiarité avec les domaines les plus variés de la connaissance, qui lui permettait au premier coup d’œil d'en saisir les problématiques et d'orienter efficacement ses recherches. Pour avoir développé une telle universalité dans ses écrits, où il a prolongé et approfondi les connaissances encore éparses accumulées avant lui, il devait avoir présentes à l'esprit les relations entre les différentes sciences exactes. Il n'était pas non plus dépourvu de talent mathématique : on peut le voir à la façon dont il traduisit dans les équations aux dérivées partielles de l'hydrodynamique un certain nombre de cas classiques de mouvements tourbillonnaires et de jets qui, s'ils n'étaient pas nouveaux, n'avaient jusque-là pas été décrits mathématiquement, et dont on ne soupçonnait pas même qu'on pût les déduire des principes fondamentaux de la mécanique des fluides classique. Sa formulation mathématique des écoulements montrait, bien mieux que n'importe quelle description d'expérience ou les premières constatations de Newton, les aspects particuliers et caractéristiques de ces phénomènes, et la simplicité même de leur origine.
Le don particulier d'Helmholtz pour découvrir des processus physiques nouveaux à travers des expériences déjà connues se retrouve dans ses premières intuitions sur le rayonnement électrique, six ans avant l'analyse mathématique des célèbres expériences de Faraday par Kelvin, et dix ans avant qu'on ne le détecte effectivement, ou la démonstration de la propagation rectiligne des rayons cosmiques, trois ans avant la découverte des rayons X et vingt ans avant la mesure effective de leur fréquence.

### Perception
Enfin, Helmholtz, grâce à sa notoriété, a apporté au public plusieurs livres de vulgarisation comme son « Optique physiologique » (où il énonce la loi de Lagrange-Helmholtz) ou les « Causes physiologiques de l'harmonie musicale » qui faisaient écho à l'intérêt de ses contemporains pour les rapports entre l'art et les sens, et dans lesquels il n'hésite pas à prendre position vis-vis des idées d'Aristote. Helmholtz a pour cela entrepris des expériences qui relient les perceptions aux grandeurs physiques.
ÉlectrophysiologieDans la mouvance des études de Bessel sur l'équation personnelle, Helmholtz mesure la vitesse de l'influx nerveux car l'opinion prévaut jusque-là que les sensations nerveuses sont instantanées ou si brèves qu'elles échappent à toute mesure. Il entreprend de 1845 à 1850 une série d'expériences et établit ainsi que cet influx se propage à 25 m/s.
Optique physiologiqueSon Manuel d'optique physiologique en trois volumes, reconnu comme un ouvrage pionnier en la matière, présente ses travaux sur la vision humaine. Il développe l'hypothèse de Thomas Young, selon laquelle la perception de la couleur est due à la présence sur la rétine de trois types de récepteurs, qu'il vérifie expérimentalement en 1859. Cette explication de la perception visuelle est connue comme théorie de Young–Helmholtz.
PsychoacoustiqueIl est l'auteur d'une Théorie physiologique de la musique, qui fera référence pendant toute la première moitié du XXe siècle. Ses écrits ont révolutionné l'acoustique, et principalement l'acoustique musicale.
Helmholtz développe une théorie sémiotique de la perception selon laquelle nous interprétons nos sensations comme des signes des objets extérieurs qui en sont la cause. Cette approche s'inspire des théories empiristes notamment développées par John Locke, mais surtout de la théorie des énergies nerveuses spécifiques de Johannes Müller : les qualités des choses extérieures ne sont que des puissances capables de produire en nous certaines impressions sans qu'il nous soit possible de déterminer si ces effets sont ou non ressemblants à ce qui les cause.

« Nous appelons sensations les impressions produites sur nos sens, en tant qu'elles nous apparaissent seulement comme des états particuliers de notre corps (surtout de nos appareils nerveux) ; nous leur donnons au contraire le nom de perceptions, lorsqu'elles nous servent à nous former des représentations des objets extérieurs »

— Théorie physiologique de la musique

### Musique et consonance
À partir de cette nouvelle méthode scientifique, il extrapole des considérations sur la perception de la consonance et de la dissonance. Sa recherche des fondements physiques de la perception l’a conduit à supposer un caractère physique au sentiment de dissonance, qui serait dû à un flux de battements entre harmoniques : la septième, par exemple, serait dissonante dans son rapport de seconde avec l’harmonique 1.
Mais l’extension de la théorie des résonateurs à des analogies entre les 24 000 fibres de la membrane basilaire et les quelque 20 000 Hz de l’aire auditive supposerait une adéquation point par point entre l’action sélective par résonance des organes de perception, et le modèle des résonateurs développé par Helmholtz. Or une telle extension pêche par sa trop grande simplicité. Les fibres qui composent la membrane basilaire ne sont ni assez souples ni assez libres pour pouvoir se dissocier et former, chacune séparément, un résonateur. De plus la finesse de notre audition multiplie de façon inconcevable le nombre des résonateurs nécessaires[réf. nécessaire], et contrecarre une théorie de la localisation « ponctuelle » des hauteurs perçues. Des recherches musicales plus récentes s’emploieront donc à mesurer ces « quanta » différentiels de notre perception[réf. souhaitée].
Sa théorie suppose aussi que les cellules ciliées de l'oreille interne ne soient que de simples opérateurs. La membrane basilaire serait seule impliquée.  Cette supposition fut réfutée en 1948 par la théorie de Gold.
On doit à Georg von Békésy d'avoir démontré qu'Helmholtz s'était fourvoyé en considérant que la membrane basilaire, présente dans la cochlée, opérait suivant un mode de résonateurs. Békésy, lui, choisit un modèle où des portions de la membrane déterminent la perception des hauteurs d'un son.

## Citations
- « Celui qui, dans ses recherches scientifiques, cherche à obtenir des applications pratiques immédiates, peut être généralement assuré qu'il cherche en vain. Tout ce que la science peut achever est une connaissance parfaite et une compréhension parfaite de l'action des forces naturelles et morales[trad 1],[14]. »

## Honneurs et postérité
Helmholtz a été lauréat de la médaille Copley en 1873 et du Faraday Lectureship de la Royal Society of Chemistry en 1881.
Le plus grand institut de recherche allemand, la Helmholtz-Gemeinschaft est nommée en son honneur.
Depuis le 31 août 1891 (célébration du 70e anniversaire du physicien), l'Académie des sciences de Berlin décerne tous les deux ans la médaille Helmholtz, qui récompense les universitaires auteurs d'avancées remarquables dans les sciences naturelles, les techniques, la médecine et la gnoséologie. Plus récemment, elle a couronné des recherches de psychologie et de sociologie. Les premiers lauréats, en 1892, furent Emil du Bois-Reymond et Helmholtz lui-même.
Dans son roman d'anticipation Le Meilleur des mondes, Aldous Huxley a choisi de nommer Helmholtz un des principaux personnages.

## Ouvrages

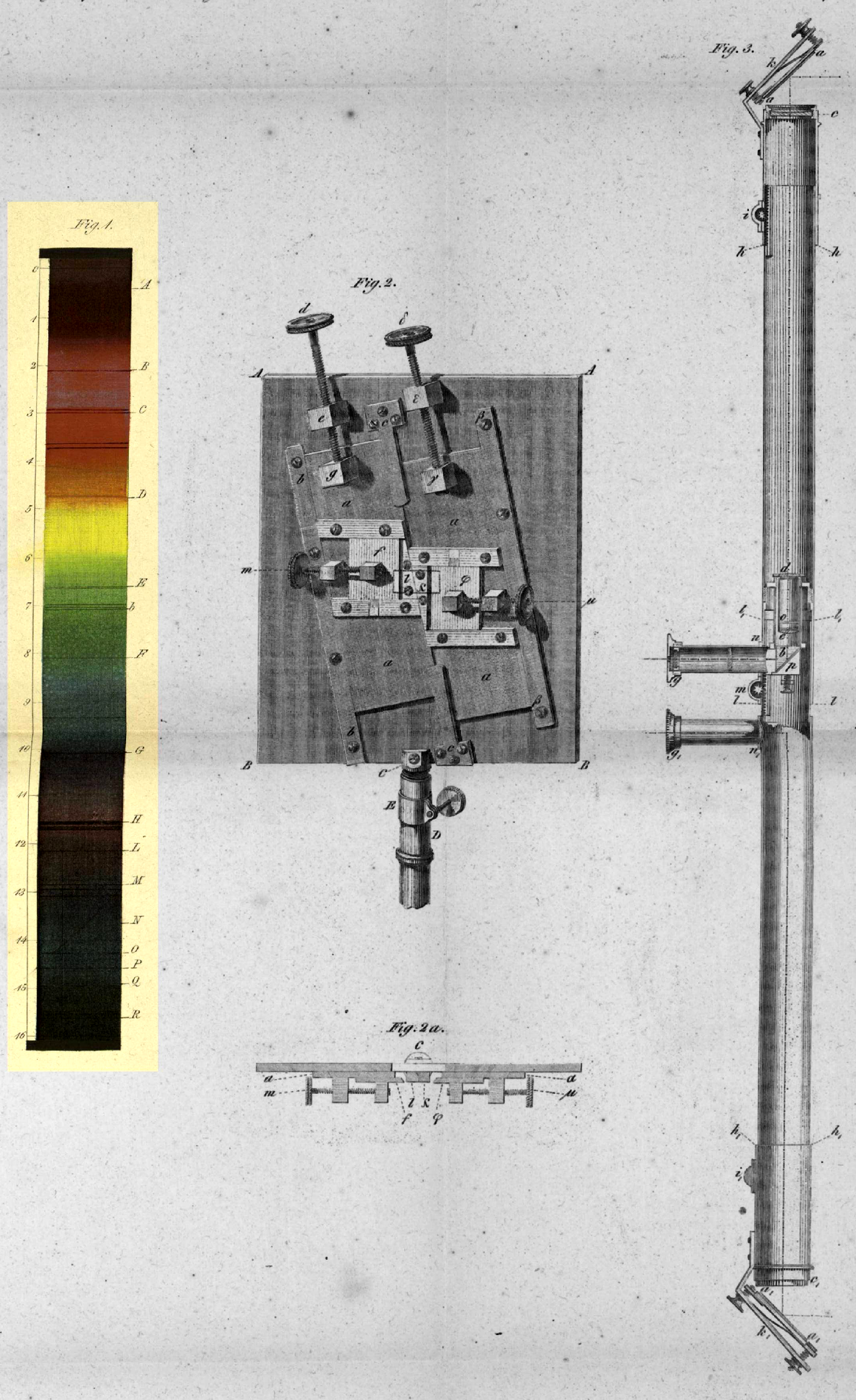
Illustration d'Optique physiologique, de Hermann von Helmholtz, publiée en 1867

- Sur la conservation de la force, précédé d'un Exposé élémentaire de la transformation des forces naturelles, traduit par Louis Pérard, Masson, Paris, 1869 ; 1847 pour l'original allemand (en ligne). .
- Optique physiologique, Victor Masson et Fils, Paris, 1867, texte en ligne disponible sur LillOnum.
- Causes physiologiques de l'harmonie musicale, Paris, Germer Baillière, Bibliothèque scientifique internationale, 1877.
- L'optique et la peinture, Paris, Germer Baillière, Bibliothèque scientifique internationale, 1878.
- (de) Zur Geschichte des Princips der kleinsten Action (Histoire du principe de la moindre Action), 1887 (en ligne).

### Citations originales
1. ↑  (de) « Wer bei der Verfolgung der Wissenschaften nach unmittelbarem praktischen Nutzen jagt, kann ziemlich sicher sein, daß er vergebens jagen wird. Vollständige Kenntnis und vollständiges Verständnis des Waltens der Natur- und Geisteskräfte ist es allein, was die Wissenschaft erstreben kann. »

### Sources et bibliographie
- (en) David Cahan, Helmholtz : a life in science, Chicago, The University of Chicago Press, 2018, 937 p. (ISBN 978-0-226-48114-2, SUDOC 241284457).
- David Cahan (Ed.): Hermann von Helmholtz and the Foundations of Nineteenth-Century Science. Univ. California, Berkeley, 1994,  (ISBN 978-0-520-08334-9).
- Cohen, Robert, et Wartofsky, Marx, éd. et trad. Reidel. Helmholtz: Epistemological Writings, 1977.
- Wolfgang U. Eckart, Christoph Gradmann (de): Hermann Helmholtz und die Wissenschaft im 19. Jahrhundert. In: Spektrum der Wissenschaft (de). Dezember 1994, S. 100 ff. (online)
- Ewald, William B., éd. From Kant to Hilbert: A Source Book in the Foundations of Mathematics, 2 vols. Oxford Uni. Press, 1996.
  - 1876. "The origin and meaning of geometrical axioms," 663–88.
  - 1878. "The facts in perception," 698–726.
  - 1887. "Numbering and measuring from an epistemological viewpoint," 727–52.
- (de) Walther Gerlach, « Helmholtz, Hermann Ludwig Ferdinand von », dans Neue Deutsche Biographie (NDB), vol. 8, Berlin, Duncker & Humblot, 1969, p. 498–501 (original numérisé).
- Groundwater, Jennifer. Alexander Graham Bell: The Spirit of Invention. Calgary: Altitude Publishing, 2005.  (ISBN 1-55439-006-0).
- George Guéroult, Une vie de savant - Hermann von Helmholtz, Revue des deux Mondes, 1er juillet 1896, p. 77-105 ; texte sur wikisource
- Herbert Hörz (de): Über die Erkenntnistheorie von Helmholtz. In: Aufbau. Band 13 (1957), H. 10, S. 423–432. Digitalisiert
- Jackson, Myles W. Harmonious Triads: Physicists, Musicians, and Instrument Makers in Nineteenth-Century Germany (MIT Press, 2006).
- Kahl, Russell, éd. Wesleyan. Selected Writings of Hermann von Helmholtz, Uni. Press., 1971.
- Leo Königsberger. Hermann von Helmholtz, traduit par Frances A. Welby (Dover, 1965)
- Lorenz Krüger (de) (Hrsg.): Universalgenie Helmholtz. Rückblick nach 100 Jahren. Akademie, Berlin 1994  (ISBN 3-05-002667-7).
- MacKenzie, Catherine. Alexander Graham Bell. Whitefish, Montana: Kessinger Publishing, 2003.  (ISBN 978-0-7661-4385-2). Consulté le 29 juillet 2009.
- (de) Adolph Paalzow (de), « Helmholtz, Hermann von », dans Allgemeine Deutsche Biographie (ADB), vol. 51, Leipzig, Duncker & Humblot, 1906, p. 461-472
- Helmut Rechenberg (de): Hermann von Helmholtz. Bilder seines Lebens und Wirkens. Wiley, Weinheim 1994  (ISBN 3-527-29276-4).
- Karl Eduard Rothschuh: Hermann von Helmholtz. In: Hans Schadewaldt (Hrsg.): Die berühmten Ärzte. [2. bzw. deutsche, wesentlich erweiterte Auflage nach René Dumesnil: Médecins célèbres, Paris] Köln ohne Jahr [zwischen 1964 und 1973], S. 280–282.
- Gregor Schiemann (de). Hermann von Helmholtz's Mechanism: The Loss of Certainty. A Study on the Transition from Classical to Modern Philosophy of Nature. Dordrecht, été 2009,  (ISBN 978-1-4020-5629-1).
- Shulman, Seth. The Telephone Gambit: Chasing Alexander Bell's Secret. New York: Norton & Company, 2008.  (ISBN 978-0-393-06206-9).
- Johannes Steudel (de): Hermann von Helmholtz. In: Rudolf Creutz, Johannes Steudel (Hrsg.): Einführung in die Geschichte der Medizin in Einzeldarstellungen. Iserlohn 1948, S. 297–320.
- Armin Stock, Jost Lemmerich (de): Hermann von Helmholtz: Ein Wegbereiter der wissenschaftlichen Psychologie. Adolf-Würth-Zentrum für Geschichte der Psychologie der Universität Würzburg, Würzburg 2014  (ISBN 978-3-00-044640-5).
- Emil Warburg, Max Rubner, Moritz Schlick: Helmholtz als Physiker, Physiologe und Philosoph: Drei Vorträge gehalten zur Feier seines 100. Geburtstages. Müllersche Hofbuchhandlung, Karlsruhe 1922.
- Franz Werner: Hermann Helmholtz´ Heidelberger Jahre (1858–1871). (= Sonderveröffentlichungen des Stadtarchivs Heidelberg 8). Mit 52 Abbildungen. Berlin / Heidelberg (printemps) 1997.
- (en) M Norton Wise, Aesthetics, industry, and science : Hermann von Helmholtz and the Berlin Physical Society, Chicago, The University of Chicago Press, 2018, 405 p. (ISBN 978-0-226-53135-9, OCLC 1001340510, BNF 45554709).